# Гасенко Юрій
Ю́рій Гасе́нко (інколи Георг Гасе́нко, Жорж де Гасенко, 1894, за іншими даними 1889, Кисловодськ, Російська імперія — травень 1933, Париж, Франція) — український політичний і громадсько-культурний діяч, інженер, дипломат, письменник.

## Життєпис
Народився у 1894 році у Кисловодську на Терщині. Навчався в гімназії в Баку та у Стамбулі. Працював у Берліні в бюро з наймання працівників з Російської імперії, Галичини та Італії. Пізніше повернувся до Кисловодська, де влаштувався на роботу в банк, видавав статті в українській газеті «Рада», долучився до місцевого театрального гуртка.
З початком Першої світової війни, у серпні 1914-го, на Кавказ прибуває російська військова адміністрація. Дізнаються, що Юрій Гасенко володіє турецькою. Важкохворого відправляють на фронт проти Османської імперії, де він перебував у чині штабскапітана царської армії.
Гасенко був поліглотом — опанував німецьку, французьку, італійську, турецьку, вірменську та низку мов деяких кавказьких народів. Тому під час Першої світової війни йому доручили виконання урядових завдань на Кавказькому фронті. У 1917 році вступив до українського війська.

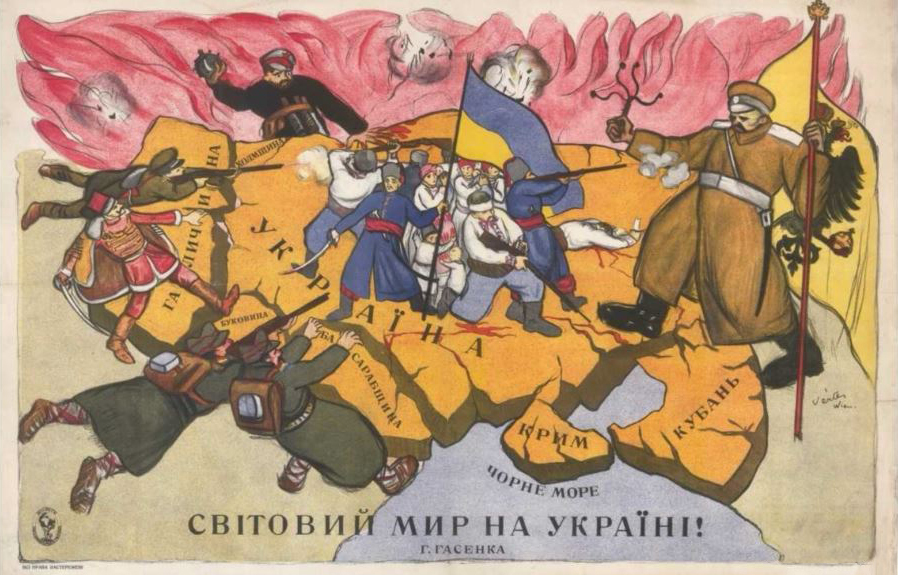
Плакат «Світовий мир на Україні!» Юрія Гасенка, 1919 рік.

14 грудня 1917 року дістав завдання від Генерального Секретаріату УНР вирушити з дипломатичною, інформаційною та розвідувальною метою у країни Європи. За кордоном займався виданням інформації про Україну в чужоземних ЗМІ, у Швейцарії заснував українсько-швейцарський комерційний заклад і Закордонний заклад УНР, виконував дипломатичні та розвідувальні доручення у Швейцарії, Франції, Австрії, Німеччині, Італії, США. у березні 1918 року спільно з Михайлом Тишкевичем заснували в Женеві Товариство пропаганди проти анексії Бессарабії Румунією. Улітку 1918 року призначений до виконання особливих доручень при Міністрі закордонних справ у Києві.
Член УСДРП. У 1917 році — особистий ад'ютант генерального секретаря військових справ Симона Петлюри. Наступного року — член делегації УЦР на мирних переговорах в Бересті. Висловлювався проти союзницьких відносин із Росією.
У 1919—1920 роках брав участь у дипломатичній місії УНР у Румунії, за різними даними — як співробітник посольства або посол. Бувши членом УСДРП, відвідував її закордонну конференцію, яка пройшла 14-19 вересня 1919 року у Відні. Став одним із членів заснованої Володимиром Винниченком, Левком Чикаленком та іншими Закордонної групи Української комуністичної партії, яка видавала часопис «Нова доба». У квітні 1920 року за дорученням Володимира Винниченка збирав інформацію в Україні.
Через невдачі на дипломатичній службі виїхав до Швейцарії. 1920 року утримував власне видавництво у Відні. З 11 березня 1920 року — голова Українського національного аероклубу у Відні[джерело?]. Був членом Союзу українських журналістів і письменників у Відні[сторінка?]. Також мешкав у Німецькій державі та Чехословацькій республіці. Зокрема, у 1922 році проживав у Німеччині. У 1923 році перебрався до Софії. Тут спільно зі скульптором Михайлом Паращуком заснував фабрику мистецького фаянсу.
Помер у травні 1933 року в Парижі у Французькій республіці.

## Сім'я

Брат Юрія Гасенка — Гасенко Олександр Олексійович, 1941 рік

- Батько — дворянин, виходець з Османської імперії, революціонер, був засланий до Сибіру, звідки не повернувся. Туркменський бей[10].
- Мати — Гасенко Меланія Петрівна, навчалася в пансіоні шляхетних дівчат, дістала гарну освіту, будучи донькою ветерана Кримської війни. Знала кілька чужоземних мов[11].
- Брат — Гасенко Олександр Олексійович (2 серпня 1902 — 22 червня 1941), очолював Герцаївський РВ НКВС Чернівецької області[12][неавторитетне джерело].

## Праці
Винайшов моторовий човен особливої конструкції (так звану «морську блоху»). Автор спогадів, мапи розселення українців, французькомовної праці «Буковина»(«Bukovina», Paris, 1918), низки новел та оповідань для дітей, зокрема, книг «Ная з джунґлів» (К.; Відень, 1920) та збірки віршів російською мовою «Поезія П'єро, що сумує» («Поэзия тоскующего Пьеро», Бухарест, 1919).
Також займався авіатехнікою.